# Bătălia de la Inchon
Bătălia de la Inchon (coreeană 인천상륙작전, engleză Battle of Inchon) sau (nume de cod) Operațiunea Cromit (în engleză Operation Chromite) a fost o invazie amfibie și o bătălie din Războiul din Coreea care a avut ca rezultat o victorie decisivă și o inversare strategică a situației generale în peninsulă în favoarea Comandamentului Națiunilor Unite (ONU). Operațiunea a implicat aproximativ 75.000 de soldați și 261 de nave militare și a dus la recucerirea capitalei sud-coreene Seul, două săptămâni mai târziu.
A avut loc în perioada 10-19 septembrie 1950, între 10-15 septembrie au avut loc bombardamente asupra Wolmido și Inchon, iar între 15-19 septembrie a avut loc debarcarea de la Inchon.
Printr-un atac surpriză amfibiu departe de Perimetrul Pusan pe care forțele ONU și Armata Republicii Coreea (ROK) îl apărau cu disperare, orașul Inchon, în mare parte neapărat, a fost securizat după ce a fost bombardat de forțele ONU. Bătălia a pus capăt unui șir de victorii ale Armatei Populare Coreene din Coreea de Nord (KPA). Recuperarea ulterioară a Seoulului de către ONU a întrerupt parțial liniile de aprovizionare ale KPA în Coreea de Sud.
Forțele ONU și Armata Republicii Coreea (ROK) au fost comandate de generalul american de armată Douglas MacArthur. MacArthur a fost forța motrice din spatele operațiunii, depășind îndoielile puternice ale generalilor mai precauți privind un asalt riscant pe un teren extrem de nefavorabil. Bătălia a fost urmată de o prăbușire rapidă a KPA; în decurs de o lună de la debarcarea de la Inchon, americanii au luat prizonieri 135.000 de soldați KPA.